# Bozony cechowania
Bozony cechowania – nośniki oddziaływań podstawowych. Innymi słowy, są to cząstki elementarne, których oddziaływania są opisane przez teorię pola z cechowaniem, powodują powstanie sił poprzez wymianę bozonów cechowania.

## Bozony cechowania w modelu standardowym
W Modelu Standardowym istnieją trzy rodzaje bozonów cechowania: fotony, bozony W i Z, oraz gluony. Każdemu z nich odpowiada jedno z oddziaływań: fotony są bozonami oddziaływania elektromagnetycznego, bozony W i Z oddziaływania słabego, natomiast gluony przenoszą oddziaływanie silne. W związku z hipotezą uwięzienia kwarków, pojedyncze gluony nie występują przy niskich energiach. Mogą natomiast występować jako ciężkie kule gluonowe (ich istnienie nie zostało jednak potwierdzone eksperymentalnie).

### Liczba bozonów cechowania
W kwantowej teorii pola z cechowaniem, bozony cechowania są kwantami pól z cechowaniem. Oznacza to, że istnieje tyle bozonów cechowania, ile generatorów pola. W prostym przypadku elektrodynamiki kwantowej, gdzie grupą cechowania jest U(1), istnieje tylko jeden bozon cechowania (foton). W chromodynamice kwantowej, bardziej skomplikowana grupa SU(3) posiada 8 generatorów, co znajduje odbicie w ośmiu gluonach. Istnienie trzech bozonów W i Z wynika z 3 generatorów grupy SU(2) w oddziaływaniu elektrosłabym.

### Ciężkie bozony cechowania
Z przyczyn technicznych bozony cechowania są opisywane matematycznie przez równania pola dla cząstek nieposiadających masy. W najprostszym rozumieniu wszystkie bozony cechowania powinny być więc pozbawione masy, natomiast siły przez nie przenoszone powinny mieć duży zasięg. Sprzeczność pomiędzy tą teorią a dowodami eksperymentalnymi, ukazującymi bardzo krótki zasięg oddziaływania słabego, wymaga głębszego spojrzenia na problem.
W myśl Modelu Standardowego, bozony W i Z uzyskują masę przez Mechanizm Higgsa: cztery bozony (symetrii SU(2)xU(1)) oddziaływania elektrosłabego łączą się z polem Higgsa. Pole to ulega spontanicznemu załamaniu symetrii, w wyniku czego wszechświat wypełniony jest przez niezerową energię próżni. Ta wartość łączy się następnie z trzema spośród bozonów cechowania oddziaływania elektrosłabego (W i Z), nadając im masę. Pozostałe bozony pozostają bez masy (fotony). Teoria przewiduje również istnienie skalara, bozonu Higgsa, którego istnienie wstępnie potwierdzają wyniki badań ogłoszone 4 lipca 2012 w CERN.

## Poza Modelem Standardowym

### Teorie wielkiej unifikacji
W Teoriach Wielkiej Unifikacji istnieją dodatkowe bozony cechowania, nazywane bozonami X i bozonami Y. Tworzyłyby one bezpośrednie oddziaływanie pomiędzy kwarkami a leptonami, naruszając zasadę zachowania liczby barionowej i powodując rozpad protonu. Bozony te byłyby bardzo ciężkie (bardziej niż bozony W i Z), w związku z złamaniem symetrii. Żadne przesłanki ku istnieniu takich bozonów (np. podczas rozpadów protonów obserwowanych w Super-Kamiokande) nie zostały zaobserwowane.

### Grawitony
Czwarte oddziaływanie podstawowe, grawitacja, w teorii może również być przenoszone przez bozon, zwany grawitonem. Z powodu braku danych eksperymentalnych i matematycznie spójnej teorii kwantowej grawitacji nie wiadomo czy grawiton byłby bozonem cechowania.